# Pardalota asymmetrica
Pardalota asymmetrica är en insektsart som beskrevs av Karsch 1896. Pardalota asymmetrica ingår i släktet Pardalota och familjen vårtbitare. Inga underarter finns listade i Catalogue of Life.